# Castalius gregorii
Castalius gregorii är en fjärilsart som beskrevs av Butler 1894. Castalius gregorii ingår i släktet Castalius och familjen juvelvingar. Inga underarter finns listade i Catalogue of Life.